# Stinson 108
El Stinson 108 fue una popular aeronave de aviación general, producida por la división Stinson de la compañía aeronáutica estadounidense Consolidated Vultee, desde inmediatamente después de la Segunda Guerra Mundial hasta 1950. Fue desarrollada desde el Model 10A Voyager de preguerra. Stinson fue comprada por Piper Aircraft en 1949. Todos los aviones Stinson modelos 108, 108-1, 108-2, 108-3 y 108-4 fueron construidos por Stinson en Wayne, Míchigan. Cuando Stinson vendió el certificado de tipo a Piper en 1949, fueron completados por Stinson aproximadamente 125 aviones de los 5260 Model 108, pero quedaron sin vender. Estos 125 Model 108 acabaron en Piper como parte de la venta. Posteriormente, Piper vendió este inventario como Piper-Stinson en los siguientes años.

## Diseño y desarrollo

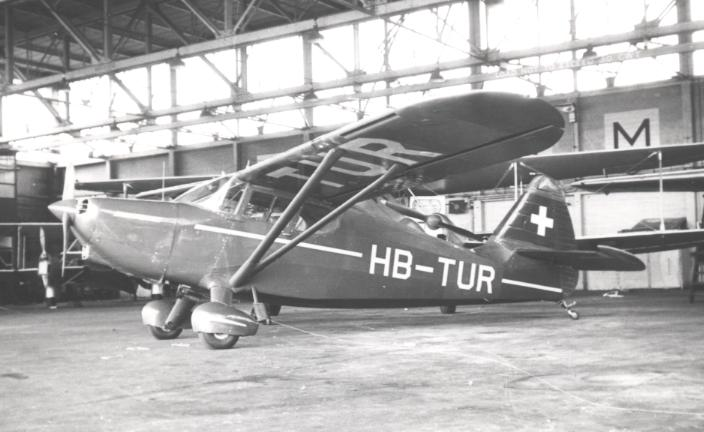
Stinson 108-2 suizo en el aeropuerto de Mánchester, Reino Unido, en 1950. Este modelo temprano tenía un empenaje más corto con borde de fuga curvo.

El fuselaje era de tubo de acero soldado recubierto de tela. Los modificadores posventa obtuvieron certificados de tipo adicionales (STC) que permitían la conversión a un recubrimiento de aluminio. Se han instalado muchos tipos diferentes de motor en el 108 mediante STC, como el Lycoming O-360, el Franklin O-350 y el Continental O-470.
Una característica distintiva eran los slots parciales de borde de ataque instalados en las alas y alineados con los alerones del borde de fuga, asegurando que la porción del ala que contenía el alerón no entraba en pérdida a altos ángulos de ataque, por lo que contribuía a un comportamiento dócil de entrada en pérdida.
La producción nueva total del Model 108 por Stinson fue de 5260 aparatos; este total no incluye los dos prototipos convertidos. Stinson entregó aproximadamente 5135 aviones y Piper entregó aproximadamente 125 aparatos. Piper vendió más tarde el certificado de tipo a Univair Aircraft Corporation. Univair construyó y certificó el Model 108-5, pero solo construyó un ejemplar.

## Variantes

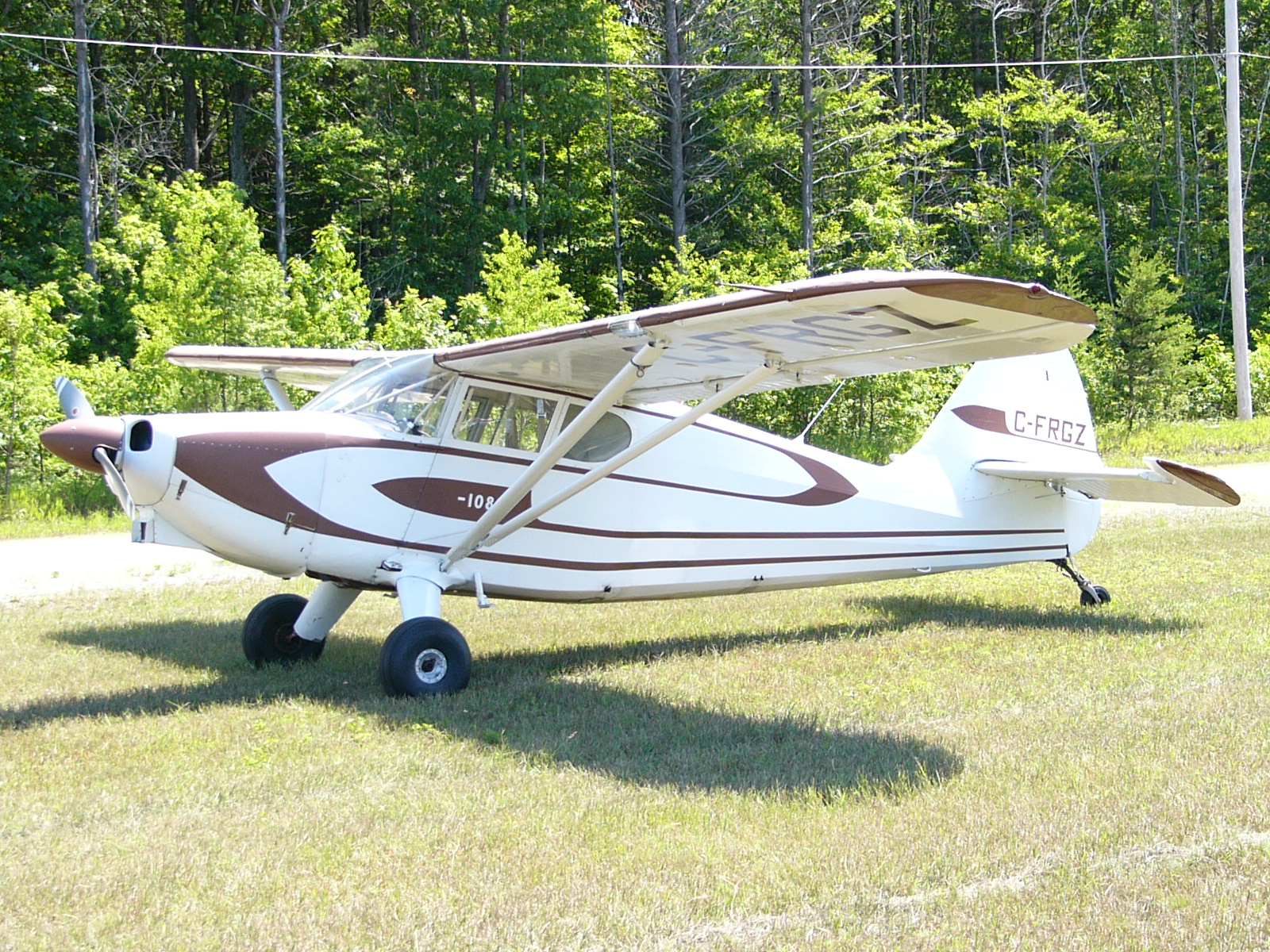
Stinson 108 de 1946 (no es un 108-1, 2 o 3).

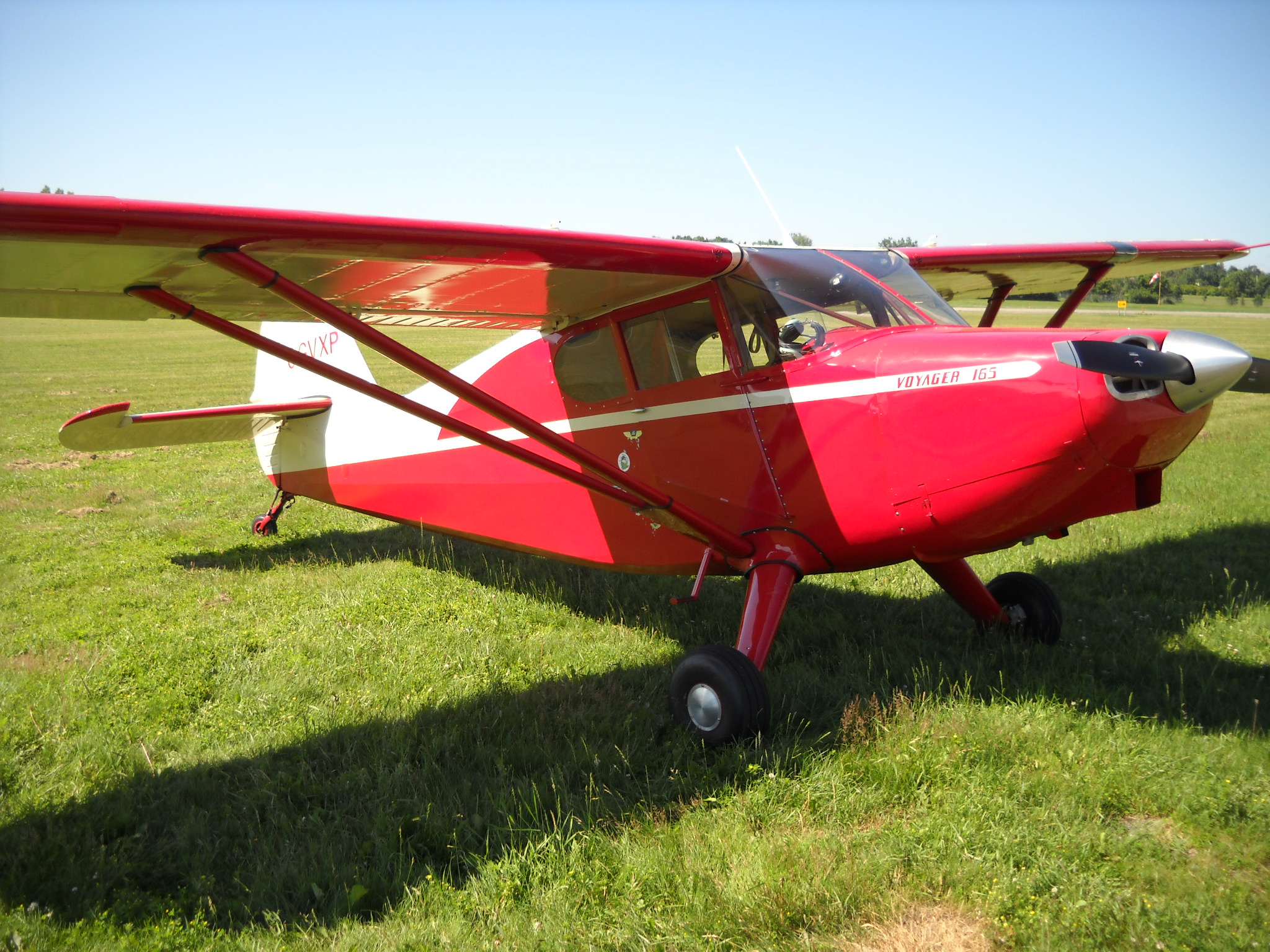
Stinson 108-1 de 1946.

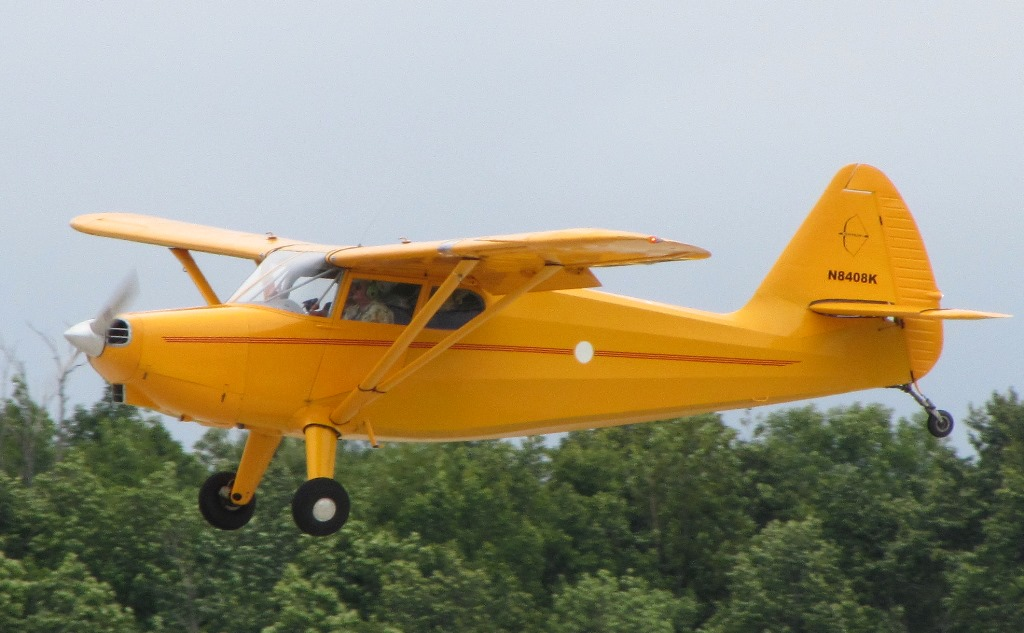
Stinson 108-1 de 1946.

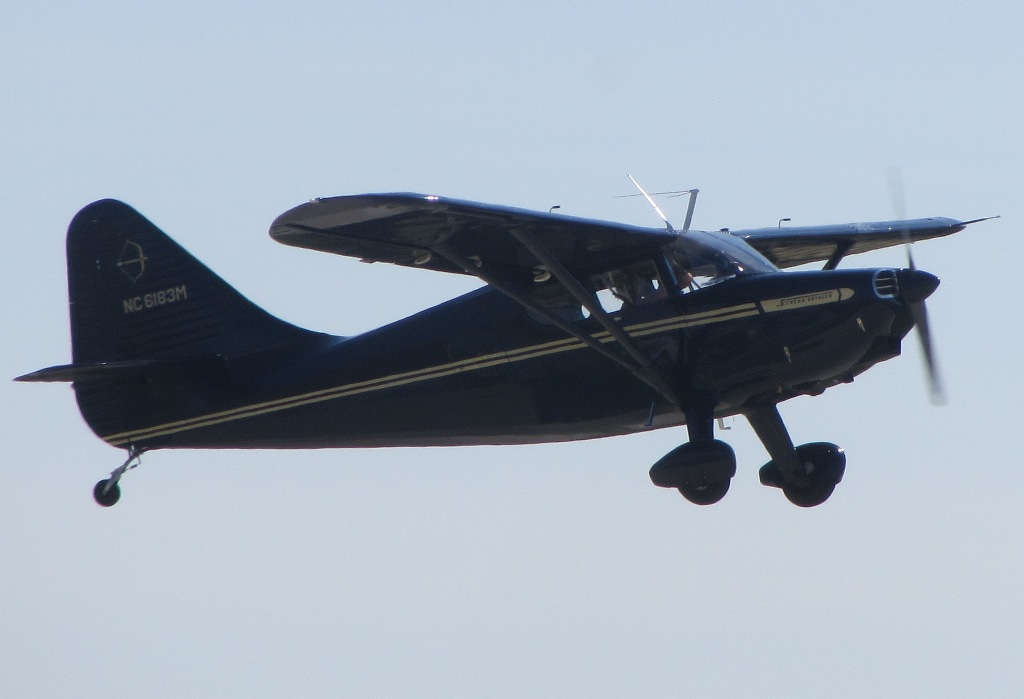
Stinson 108-3.

Las variantes del 108 se parecen mucho unas a otras, pero pueden ser visualmente distinguibles por sus cambios de diseño:
Prototype 108
Dos prototipos del Model 108 fueron convertidos desde fuselajes de Stinson Model 10A. Los registros de la FAA muestran que el NX31519 era el Model 108 con número de serie 1, y el NX31532 era el número 2. Ambas matrículas se cambiaron más tarde a la serie NC. Los ejemplares de producción del 108 habrían usado también los números de serie 1 y 2, por lo que hubo dos números de serie duplicados durante un corto periodo de tiempo.
108 Voyager 125
Propulsado por un motor Lycoming O-235 de 93 kW (125 hp).
108 Voyager 150
Propulsado por un motor Franklin 6A4-150-B31, B3 o B4 de 112 kW (150 hp). 742 construidos en 1946.
108-1
Versión ligeramente modificada con escotilla externa de equipajes. 1508 construidos en 1947-48.
108-2
Propulsado por un Franklin 6A4-165-B3 o -B5 de 123 kW (165 hp). 1250 construidos desde mayo de 1948. Hubo un paquete de conversión para instalar un compensador de timón en los primeros aviones anunciados.
108-3
Este modelo introdujo un empenaje más alto con un timón con borde de fuga recto. También se instalaron mayores depósitos de combustible (190 l en lugar de los de 150 l). Poseía un mayor peso al despegue que sus predecesores, de 1089 kg. 1760 construidos por Stinson y Piper.
108-4
Era un Model 108 más potente, sn 108-4693, NX149C, no certificado, volado experimentalmente por Stinson, y más tarde por Piper, 1 construido.
Flying Station Wagon
Esta versión era una opción disponible en los modelos -1, -2 y -3, tenía un interior utilitario con paneles de madera y piso reforzado, permitiendo 272 kg de equipaje en el compartimento del pasaje. El avión podía ser equipado con tren de aterrizaje de ruedas, de flotadores o de esquíes. El único 108-4 construido era un Flying Station Wagon.
108-5
Un único ejemplar construido por Univair, que compró el certificado de tipo del 108 a Piper en 1964. Usaba un motor Franklin 6A-335-B1 de 134 kW (180 hp). Univair ofreció paquetes para convertir aviones anteriores a este estándar. El 108-5 llevó la producción a los 5261 ejemplares, de los que 5135 fueron construidos por Stinson, 125 por Piper y 1 por Univair.

## Operadores
España
- Ejército del Aire: operó 18 aviones 108-3, con las designaciones L.20 y L.2.[9]

## Especificaciones (108 Voyager 150)
Referencia datos: Plane and Pilot, Jane's all the World's Aircraft 1947, Stinson Operating Manual.

### Características generales
- Tripulación: Uno (piloto)
- Capacidad: Tres pasajeros
- Longitud: 7,5 m (24,5 ft)
- Envergadura: 10,3 m (33,9 ft)
- Altura: 2,1 m (6,8 ft)
- Superficie alar: 14,4 m² (155 ft²)
- Perfil alar: NACA 4412
- Peso vacío: 547 kg (1205,6 lb)
- Peso cargado: 975 kg (2148,9 lb)
- Planta motriz: 1× motor bóxer de seis cilindros refrigerado por aire Franklin 6A4 150-B3.
  - Potencia: 110 kW (152 HP; 150 CV)
- Hélices: 1× Sensenich bipala de madera de paso fijo por motor.
- Diámetro de la hélice: 1,93 m
- Alargamiento: 7,14
- Capacidad de combustible: 190 l
- Carrera de despegue: 167 m

### Rendimiento
- Velocidad nunca excedida (Vne): 238 km/h (148 MPH; 129 kt)
- Velocidad máxima operativa (Vno): 201 km/h (125 MPH; 109 kt)
- Velocidad crucero (Vc): 195 km/h (121 MPH; 105 kt)
- Velocidad de entrada en pérdida (Vs): 98 km/h (61 MPH; 53 kt)
- Alcance: 800 km (432 nmi; 497 mi)
- Techo de vuelo: 4300 m (14 108 ft)
- Régimen de ascenso: 3,9 m/s (768 ft/min)
- Carga alar: 67 kg/m² (13,7 lb/ft²)
- Potencia/peso: 8,69 kg/kW (14,33 lb/hp)
- Velocidad de aterrizaje: 121 km/h

## Aeronaves relacionadas

### Desarrollos relacionados
- Stinson Voyager

### Aeronaves similares
- Aeronca Sedan
- Cessna 170

### Secuencias de designación
- Secuencia Numérica (interna de Convair, continuación de Vultee): ← 104 - 105 - 106 - 108 - 109 - 110 - 111 →
- Secuencia L._ (Aeronaves Utilitarias del Ejército del Aire español, 1945-1954): ← L.17 - L.18 - L.19 - L.20
- Secuencia L._ (Aeronaves Utilitarias del Ejército del Aire español, 1954-1978): L.2 - L.3 - L.6 - L.7